# Milton O. Thompson

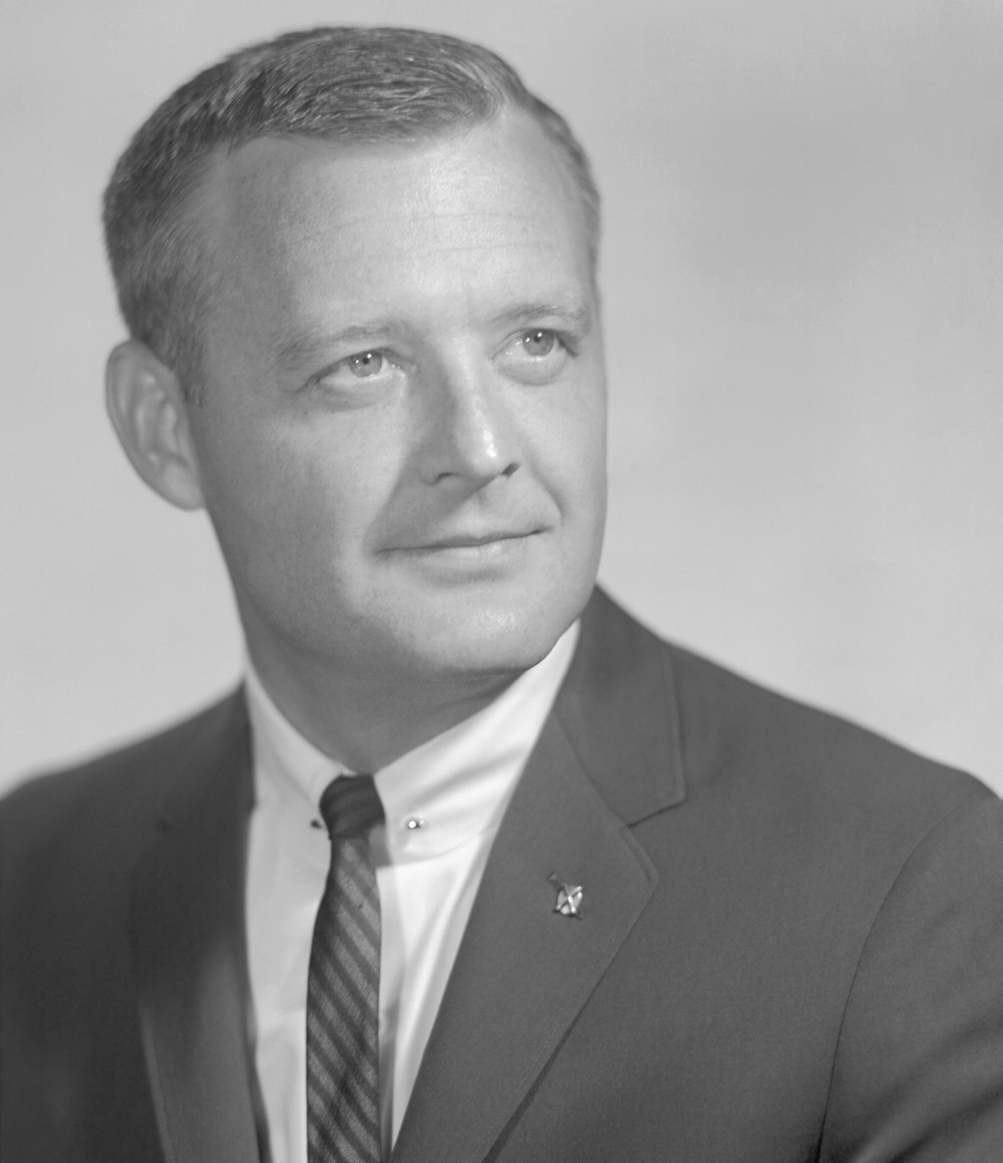
Milton O. Thompson 1960

Milton Orville Thompson (* 4. Mai 1926 in Crookston, Minnesota, USA; †  6. August 1993 in Lancaster, Kalifornien, USA) war ein Lieutenant Commander der United States Navy und NASA-Astronaut, der keinen Raumflug absolvierte.
Thompson erhielt 1953 den Bachelor of Science in Elektrotechnik an der University of Washington. Er wurde als Dyna-Soar-Astronaut ausgewählt. Mit dem Ende des Projektes 1963 wurde er Testpilot des X-15-Programms, für das er 14 Flüge absolvierte. Später wechselte Thompson zur NASA, wo er Director of Research Projects am Dryden Flight Research Center auf der Edwards Air Force Base in Kalifornien war. Er blieb dort Chefentwickler bis zu seinem Tode.
Der Asteroid (8029) Miltthompson ist nach ihm benannt.

## Werke
- Thompson, Milton O. (1992) At The Edge Of Space: The X-15 Flight Program, Smithsonian Institution Press, Washington and London. ISBN 1-56098-107-5
- Thompson, Milton O. (1999) Flying Without Wings: NASA Lifting Bodies and the Birth of the Space Shuttle, Smithsonian Institution Press, Washington and London. ISBN 978-1-56098-832-8